# BBC Television Shakespeare
BBC Television Shakespeare, également appelée The Complete Dramatic Works of William Shakespeare, est une série d'adaptations intégrale des pièces de Shakespeare, composée de 37 épisodes de 150 minutes en moyenne, créée par Cedric Messina, diffusée entre le 3 décembre 1978 et le 27 avril 1985 sur la BBC.
L'interprétation comme la mise en scène y sont considérées comme des références. On y découvre à leurs débuts des acteurs comme Alan Rickman, Helen Mirren, Anthony Hopkins, Judy Davis, Ben Kingsley, etc.
En France, la diffusion des sept saisons et des trente-sept pièces eut lieu à la télévision française à partir du début des années 1980 sur la chaîne FR3 et fait aujourd'hui l'objet d'une édition DVD complète en version originale sous-titrée. Elle est présentée par Jean-Pierre Richard, le spécialiste des études shakespeariennes qui contribue à l'édition bilingue de l'œuvre en cours chez Gallimard dans la collection de "La Pléiade".